# Receptor de neurotransmissors

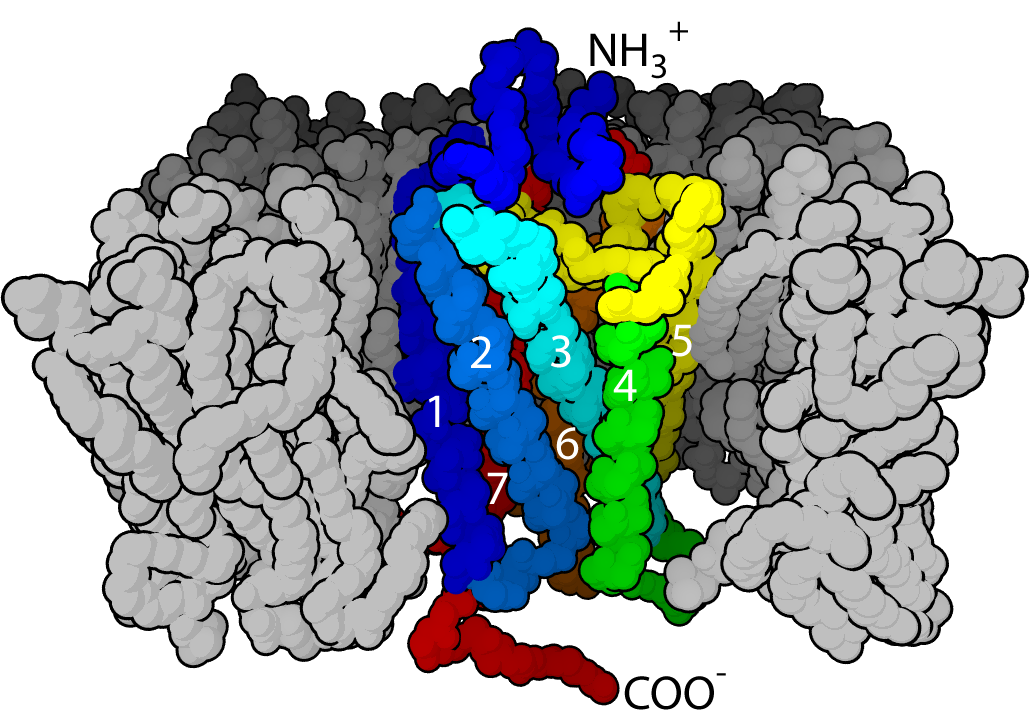
Figura 1. Estructura de set α-hèlix transmembrana d'un receptor acoblat a proteïna G.

Un receptor de neurotransmissors (també conegut com a neuroreceptor ) és una proteïna receptora de membrana que és activada per un neurotransmissor. Els productes químics a l'exterior de la cèl·lula, com ara un neurotransmissor, poden xocar amb la membrana de la cèl·lula, on hi ha receptors. Si un neurotransmissor xoca amb el seu receptor corresponent, s'uniran i poden desencadenar altres esdeveniments a l'interior de la cèl·lula. Per tant, un receptor de membrana forma part de la maquinària molecular que permet que les cèl·lules es comuniquin entre elles. Un receptor de neurotransmissors és una classe de receptors que s'uneix específicament amb neurotransmissors a diferència d'altres molècules.
A les cèl·lules postsinàptiques, els receptors de neurotransmissors reben senyals que desencadenen un senyal elèctric, mitjançant la regulació de l'activitat dels canals iònics. L'afluència d'ions a través dels canals iònics oberts a causa de la unió dels neurotransmissors a receptors específics pot canviar el potencial de membrana d'una neurona. Això pot donar lloc a un senyal que corre al llarg de l'axó (vegeu el potencial d'acció) i es transmet en una sinapsi a una altra neurona i possiblement a una xarxa neuronal. A les cèl·lules presinàptiques, hi ha receptors coneguts com a autoreceptors que són específics dels neurotransmissors alliberats per aquesta cèl·lula, que proporcionen retroalimentació i medien l'alliberament excessiu de neurotransmissors.
Hi ha dos tipus principals de receptors de neurotransmissors: ionotròpics i metabotròpics. Ionotròpic significa que els ions poden passar a través del receptor, mentre que metabotròpic significa que un segon missatger dins de la cèl·lula transmet el missatge (és a dir, els receptors metabotròpics no tenen canals). Hi ha diversos tipus de receptors metabotròpics, inclosos els receptors acoblats a proteïnes G. Els receptors ionotròpics també s'anomenen canals iònics dependents de lligands i poden ser activats per neurotransmissors (lligants) com el glutamat i el GABA, que permeten que ions específics passen per la membrana. Els ions sodi (que, per exemple, es permet el pas pel receptor de glutamat) exciten la cèl·lula postsinàptica, mentre que els ions clorur (que, per exemple, es permet el pas pel receptor GABA) inhibeixen la cèl·lula postsinàptica. La inhibició redueix la possibilitat que es produeixi un potencial d'acció, mentre que l'excitació augmenta la possibilitat. Per contra, els receptors acoblats a proteïnes G no són ni excitadors ni inhibidors. Més aviat, poden tenir un ampli nombre de funcions, com ara modular les accions dels canals iònics excitadors i inhibidors o desencadenar una cascada de senyalització que allibera calci de les reserves de l'interior de la cèl·lula. La majoria dels receptors de neurotransmissors estan acoblats a proteïnes G.

## Localització
Els receptors dels neurotransmissors (NT) es troben a la superfície de les cèl·lules neuronals i glials. En una sinapsi, una neurona envia missatges a l'altra neurona mitjançant neurotransmissors. Per tant, la neurona postsinàptica, la que rep el missatge, agrupa els receptors NT en aquest lloc específic de la seva membrana. Els receptors NT es poden inserir a qualsevol regió de la membrana de la neurona, com ara les dendrites, els axons i el cos cel·lular. Els receptors es poden localitzar en diferents parts del cos per actuar com a inhibidor o com a receptor excitador d'un neurotransmissor específic. Un exemple d'això són els receptors del neurotransmissor acetilcolina (ACh), un receptor es troba a la unió neuromuscular. al múscul esquelètic per facilitar la contracció muscular (excitació), mentre que l'altre receptor es troba al cor per frenar la freqüència cardíaca (inhibidor)